# Forêt de conifères du littoral pacifique

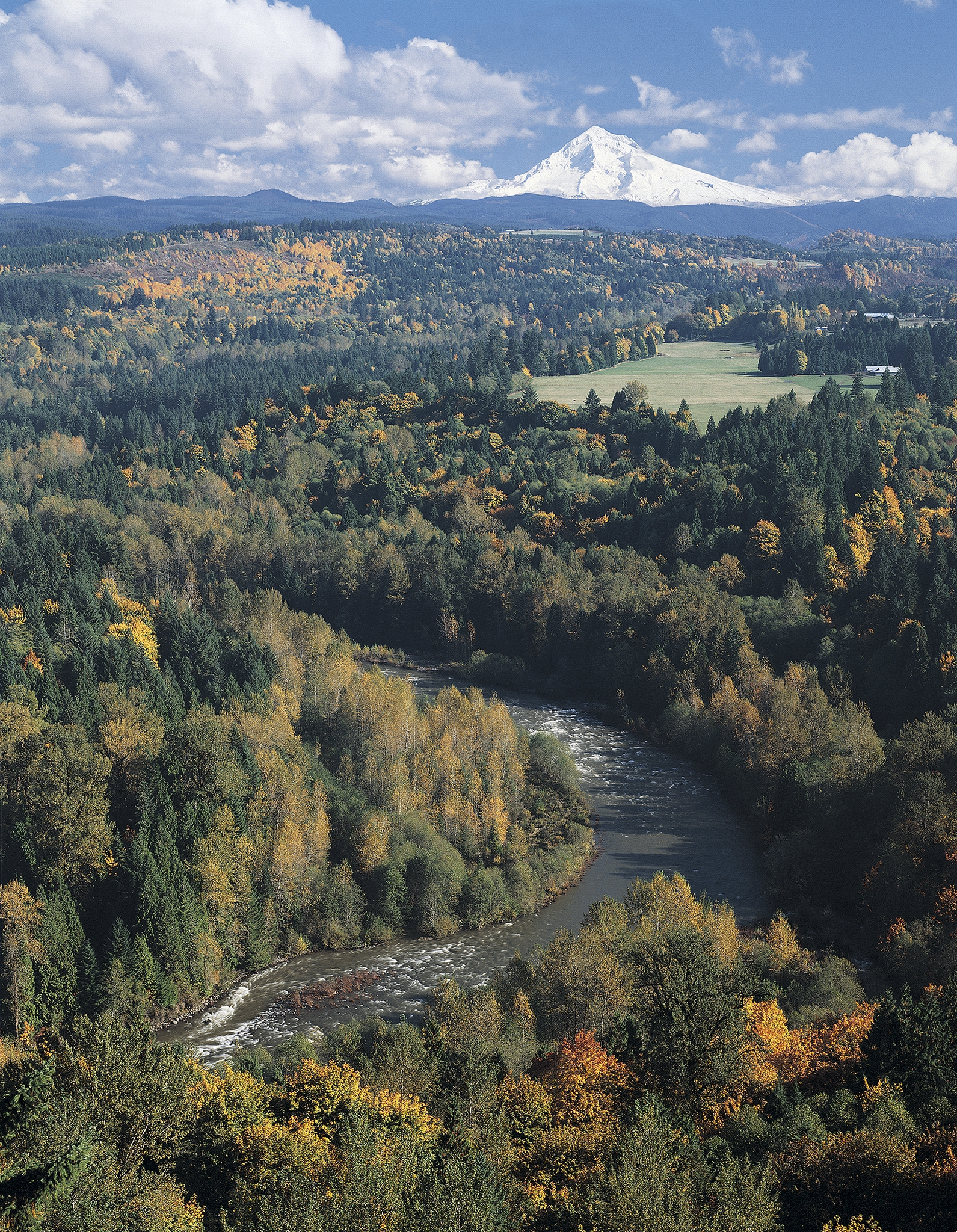
La forêt en Oregon

La forêt de conifères du littoral pacifique fait partie du groupe des forêts sempervirentes. Elle se développe sur la côte pacifique de l'Amérique du Nord, du sud de l'Alaska à la Californie aux États-Unis en passant par la Colombie-Britannique au Canada, soit une bande de près de 3 700 kilomètres de long sur quelques kilomètres à 500 kilomètres de large.
La région jouit d'un climat océanique à forte humidité. Port-Simpson,en Colombie-Britannique a des températures moyennes qui varient de 1°1 en janvier à 13°7 en août. Euréka, dans le Nord de la Californie, a 8°3 et 13°3. Les précipitations sont abondantes : Vancouver reçoit 1400 mm annuels mais seulement 30 mm en juillet, néanmoins les températures estivales étant modérées et les nappes phréatiques bien fournies, la végétation ne souffre pas.
Cette forêt, où la production végétale est très importante, est formée d'un bon nombre de genres de conifères pour lesquels les espèces représentées sont souvent les plus grandes du monde: le douglas (Pseudotsuga menziesii), la pruche de l'ouest (Tsuga heterophylla), l'épicéa de Sitka (Picea sitchensis), le sapin de Vancouver (Abies grandis), le sapin gracieux (Abies amabilis), le sapin noble (Abies procera), le séquoia sempervirent (sequoia sempervirens), le séquoia géant (Sequoiadendron giganteum), le thuya géant ( Thuya plicata), le cyprès de Lawson (Chamaecyparis lawsoniana), le cyprès de Nootka (Cupressus nootkatensis), le calocèdre (Calocedrus decurrens) ou encore des pins blancs (Pinus lambertiana, Pinus monticola). 
Les sous-bois contiennent le gautheria, l'érable Acer circinatum, des saules, des rhododendrons, etc. Dans les endroits marécageux, la végétation se densifie et on peut voir des arbres épiphytes. Les tourbières sont peuplées de Sphaignes, de Nénuphars, de Typha qui sont progressivement colonisés par les végétaux ligneux comme le Thé du Labrador, la Myrtille puis les arbres.

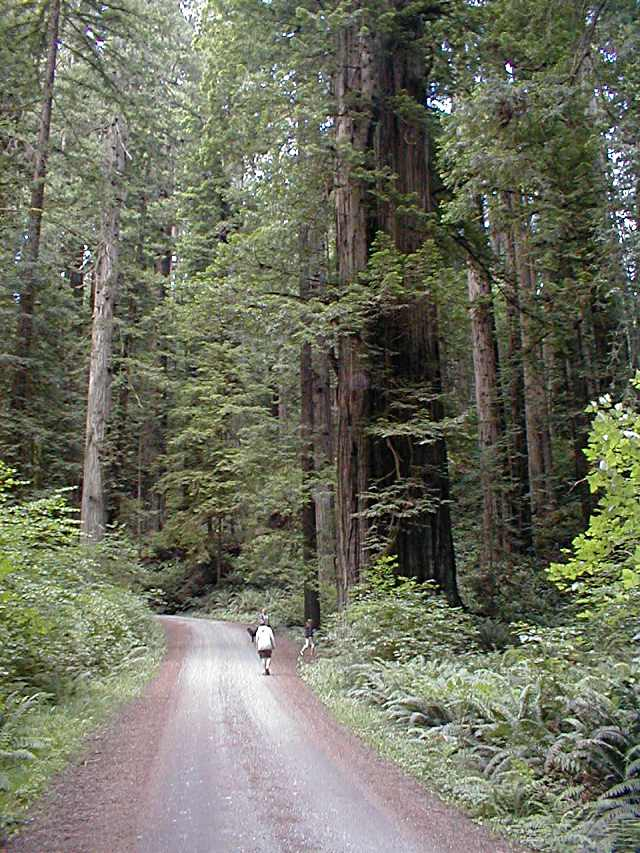
La forêt de séquoias

La forêt de séquoias (Sequoia sempervirens et Sequoiadendron gigantea) s'installe sur des sols alluvionnaires profonds. Les plus beaux ensembles sont les forêts entre le sud de l'Oregon et la baie de Monterrey (Californie) et dans la Sierra Nevada (région de San Francisco). 
Beaucoup de conifères de la région sont des espèces reliques, car leur genre ou sous-genre était répandu dans tous l’hémisphère Nord, y compris en Europe, durant l'ère Tertiaire, mais y ont disparu à cause des glaciations du Pléistocène et n'ont pas encore eu le temps de recoloniser l'ensemble de l'hémisphère Nord durant l'Holocène dont le début est encore récent à l'échelle géologique. La côte Pacifique ayant conservé un climat suffisamment doux durant les glaciations, ces conifères de climat tempéré ont pu y subsister jusqu'à nos jours. Une autre zone refuge importante pour les conifères de climat tempéré se trouve dans les montagnes d'Asie de l'Est (Chine, Japon). Aujourd'hui c'est l'homme qui accélère la recolonisation de ces arbres en les plantant dans plusieurs régions du monde pour la sylviculture, notamment en Europe où le climat leur est très favorable.
voir: Redwood National Park

## Voir
- Elhai (Henri), Biogéographie, Collection U, Armand Colin,1968, Paris